# 2 Canum Venaticorum
2 Canum Venaticorum este o stea din constelația Câinilor de Vânătoare.